# Stephen Foster
Stephen Foster (4. juli 1826 – 13. januar 1864) var en amerikansk forfatter og komponist.
Han skrev tekst og musik til en række populære sange, som f.eks. Camptown Races, My Old Kentucky Home, Jennie with the Light Brown Hair,Swanee River, The Old Folks at Home, Beautiful Dreamer og Oh, Susanna.
I sit korte liv – Foster døde som følge af et voldsomt alkoholforbrug – nåede han at skrive omkring 175 sange.